# Herbert Johnston
Herbert Arthur „Bert” Johnston (ur. 16 kwietnia 1902 w Dulwich w Londynie, zm. 5 kwietnia 1967 w Harold Wood w Wielkim Londynie) – brytyjski lekkoatleta (długodystansowiec), wicemistrz olimpijski z 1924.
Na igrzyskach olimpijskich w 1924 w Paryżu zdobył srebrny medal w biegu na 3000 metrów drużynowo, razem z kolegami z zespołu Bertramem Macdonaldem i George’em Webberem. Do wyników drużyny liczyły się miejsca trzech najlepszych zawodników zespołu. Johnston zajął indywidualnie 4. miejsce.
Zajął 8. miejsce w biegu na 5000 metrów na igrzyskach olimpijskich w 1928 w Amsterdamie.
Był mistrzem Anglii (AAA) w biegu na milę w 1924.
Później był trenerem specjalizującym się w biegach długodystansowych. Jego podopiecznymi byli m.in. brytyjscy olimpijczycy Jim Peters, Stan Cox i Fred Norris.